# Tropski gozd
Tropski gozd tudi džungla je gozdnata pokrajina v tropskih regijah med ekvatorjem in 23,5° severne in južne zemljepisne širine oziroma med Rakovim povratnikom in Kozorogovim povratnikom, vendar nanj lahko vplivajo tudi drugi dejavniki, kot so prevladujoči vetrovi. Temperatura in dolžina dneva sta v tem območju relativno stalna, tako da so obdobja vegetacije določena samo od zelo različne količine padavin. Tako se razlikujejo tropski sušni gozd (42 %), tropski gozd z listopadnim drevjem (32 %) in tropski deževni gozd (25 %).
Nekatere vrste tropskih gozdov je težko kategorizirati. Medtem ko so gozdovi v zmernih območjih zlahka razvrščeni na podlagi gostote krošenj dreves, takšni sistemi v tropskih gozdovih ne delujejo dobro. Ni enotne sheme, ki bi opredelila, kaj je gozd v tropskih predelih ali drugje. Zaradi teh težav se informacije o obsegu tropskih gozdov med viri razlikujejo. Vendar so tropski gozdovi obsežni, saj predstavljajo slabo polovico svetovnih gozdov.
Tropski gozd je bil prvotno opredeljen kot posebna vrsta bioma leta 1949.

## Tipi
Tropske gozdove pogosto obravnavajo kot zimzelene deževne in vlažne gozdove, vendar ti predstavljajo le njihov del (odvisno od njihove opredelitve - glej zemljevide). Preostali tropski gozdovi so raznolikost številnih različnih tipov gozdov, vključno z odprtim gozdom evkaliptusa, tropskimi iglavci, gozdom savane (npr. Sahelski gozd) in gorskimi gozdovi (katerih višja nadmorska višina so oblačni gozdovi). Tudi na razmeroma kratkih razdaljah so meje med temi biomi morda nejasne, med glavnimi vrstami pa so ekotoni.
Na naravo tropskega gozda na katerem koli območju vplivajo številni dejavniki, predvsem pa:
- Geografsko: lega in podnebno območje (glej podvrste) z:
  - Stopnje padavin in sezonskost z močnimi sušnimi sezonami, ki pomembno vplivajo na floro (npr. Prevlado lian);[4]
  - Temperaturni profil, ki je v ekvatorialnem deževnem gozdu razmeroma enakomeren ali v hladnejšem obdobju proti subtropskim širinam;
  - Višina vpliva na zgoraj navedeno in pogosto ustvarja 'ekološke otoke' z visokim endemizmom (npr. Gora Kinabalu v deževnem gozdu Borneo).[5]

- Zgodovinsko: prazgodovinska doba gozda in stopnja nedavnih motenj (grožnje), spreminjanje primarnega (običajno največje biotske raznovrstnosti) v sekundarni gozd, ki se po daljšem zavihanem kmetijstvu preoblikuje v bambusov gozd (npr. Na več območjih Indo-Kitajske).[6]

- Značilnosti tal (za katere veljajo tudi različne klasifikacije): vključno z globino in drenažo.[7]

### Shema Global 200
Shema Global 200, ki jo spodbuja Svetovni sklad za prosto živeče živali (World Wildlife Fund, WWF), razvršča tri glavne tipe tropskih gozdnih habitatov (biome) in združuje tropska in subtropska območja (zemljevidi spodaj):
- Tropski in subtropski vlažni širokolistni gozdovi,
- Tropski in subtropski suhi širokolistni gozdovi,
- Tropski in subtropski iglavci.

- vlažne gozdne regije
- suhe gozdne regije
- gozdne regije iglavcev

## Splošno
Za pragozdove je značilno veliko dežja, letna količina padavin je 1750-2000 mm. Pomembno vlogo pri tem imajo monsuni, ki ustvarjajo tropske deževne gozdove.
Od 40 do 75 % vseh živalskih vrst na zemlji je avtohtonih v deževnih gozdovih. bilo je ocenjeno, da je na milijone vrst rastlin, žuželk in mikroorganizmov še neodkritih.  Tropski deževni gozdovi so imenovani »biseri Zemlje«, in »največja svetovna lekarna«, zaradi velikega števila naravnih zdravil, odkritih tam. Deževni gozdovi so odgovorni tudi za 28 % svetovnih količin kisika, Gozd je odgovoren za predelavo s pomočjo fotosinteze iz ogljikovega dioksida in shranjevanje ogljika.
Podrast je omejena zaradi pomanjkanja svetlobe, zato je tudi mogoče določene dele gozda prehoditi. 
- Deževni gozd Daintree, Queensland, Avstralija
- Deževni gozd Daintree blizu Cairnsa, v Queensland, Avstralijaa
- del od Illawarra Brush, v Novi Južni Wales, Avstralija

Veliko deževnih gozdov po svetu je povezanih z lokacijo monsunskega korita, znano tudi kot območje konvergence. Tropski deževni gozdovi so v tropskih deželah, ki so v bližini ekvatorja (med rakovim in kozorogovim povratnikom), to je v jugovzhodni Aziji (Mjanmar, Filipini, Indonezija, Papuanska Nova Gvineja in na severovzhodu Avstralije), podsaharska Afrika od Kameruna do Konga, Južni Ameriki (npr. Amazonski deževni gozd), Srednja Amerika (npr. Bosawás, južni Jukatan) in na številnih pacifiških otokih (na primer Havaji).
Za nastanek teh gozdov je bilo potrebno več kot 80 milijonov let, danes pa v eni sekundi izgine za eno nogometno igrišče površin gozda. Tropski gozdovi so najstarejši in najbolj kompleksni kopenski ekosistemi s 30 milijoni živalskih in rastlinskih vrst.
Z njihovim uničenjem bi se namreč poleg drugih negativnih posledic v ozračju zmanjšal delež kisika, povečal pa delež ogljikovega dioksida, kar bi povečalo globalno segrevanje ozračja.

### Deževni gozd
So gozdovi v zmernih območjih. Jih lahko najdemo v Severni Ameriki (Pacific Northwest, obala Britanske Kolumbije in v celinskem deževnem gozdu Skalnega gorovja vzhodno od Prince George), v Evropi (deli na Britanskem otočju, kot so obalna območja na Irskem, Škotskem, južni Norveški, kot tudi na severozahodu Španije in obalna območja vzhodne Črnega morja, vključno z Gruzijo in obalnimi deli Turčije), v vzhodni Aziji (na jugu Kitajske, Tajvana, veliko na Japonskem in v Koreji, in na otoku Sahalin in sosednjih ruskem daljnem vzhodu obale), v Južni Ameriki (južni Čile), pa tudi Avstralija in Nova Zelandija.

### Za branje
- Butler, R. A. (2005) A Place Out of Time: Tropical Rainforests and the Perils They Face. Published online: rainforests.mongabay.com
- Richards, P. W. (1996). The tropical rain forest. 2nd ed. Cambridge University Press ISBN 0-521-42194-2
- Whitmore, T. C. (1998) An introduction to tropical rain forests. 2nd ed. Oxford University Press. ISBN 0-19-850147-1